# Yaben
Yaben (palabra llana, no acentuada por terminar en "n")(Ihaben en euskera y de forma oficial) es una localidad española y un concejo de la Comunidad Foral de Navarra perteneciente al municipio de Basaburúa Mayor. 
Está situado en la Merindad de Pamplona, en la comarca de Ultzamaldea,  y a 31 km de la capital de la comunidad, Pamplona. Su  población en 2014 fue de 53 habitantes (INE), su superficie es de 3,528 km² y su densidad de población de 15,02 hab/km².

## Geografía física

### Situación
La localidad de Yaben está situada en la parte sur del municipio de Basaburúa Mayor a una altitud de 510 m s. n. m. Su término concejil tiene una superficie de 3,528 km² y limita al norte con el concejo de Jaunsarás; al este con el de Garzarón; al sur con el de Echalecu en el municipio de Imoz y al oeste con los concejos de Ichaso y Udave-Beramendi.
|                                 | Norte: Jaunsarás     |                |
| Oeste: Ichaso y Udave-Beramendi |                      | Este: Garzarón |
|                                 | Sur: Echalecu (Imoz) |                |

## Demografía

### Evolución de la población
| Gráfica de evolución demográfica de Yaben entre 2000 y 2011 |
|                                                             |
| Datos según el nomenclátor publicado por el INE.            |